# Vinje, Dol pri Ljubljani
Vinje este o localitate din comuna Dol pri Ljubljani, Slovenia, cu o populație de 406 locuitori.